# Alphonse Ier d'Este
Pour les articles homonymes, voir Alphonse Ier.
Pour les autres membres de la famille, voir Maison d'Este.

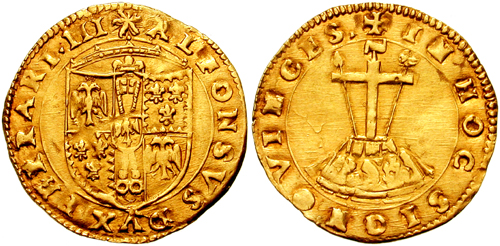
Écu d'or d’Alphonse Ier d'Este

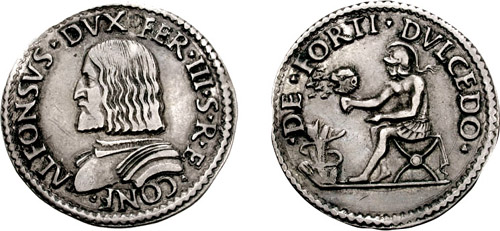
Monnaie d'argent d’Alphonse Ier d'Este

Alphonse Ier d'Este (Ferrare, 21 juillet 1476 - 31 octobre 1534), successeur d'Hercule Ier d'Este, fut duc de Ferrare, Modène et Reggio d'Émilie. Il fut, tout comme son père, condottiere au service des puissants.

## Biographie

### Carrière politique
Fils d'Hercule Ier d'Este et d'Éléonore de Naples, Alphonse Ier d'Este épouse en 1491 Anna Sforza, tous deux étant alors âgés de 15 ans. Anna meurt en 1497 à l'âge de 21 ans, et son décès marque la fin du lien entre les familles Sforza et D'Este. Quatre ans plus tard, Alphonse d'Este épouse en secondes noces Lucrèce Borgia, fille du pape Alexandre VI.
À la mort de son père Hercule Ier en 1505, une guerre de succession terrible s'ouvre alors qu'Hercule lui a offert son duché en qualité de fils ainé. Avec son frère la cardinal Hippolyte, il doit affronter la contestation de son frère Ferrante d'Este et son demi-frère bâtard Giulio d'Este, née d'une concubine, Isabella Arduino, dame de compagnie de l'épouse du duc, qui sont encouragés par le pape Jules II. Une dispute amoureuse envenime le débat car ils se disputent la même maîtresse. Giulio est frappé aux yeux pour le défigurer. Ferrante obtient alors son soutien indéfectible. Les deux frères vont tenter d'assassiner Alphonse à plusieurs reprises, mais trois complices sont trucidés. L'un d'eux est suspendu dans une cage aux portes du palais jusqu'à ce que mort s'ensuive. Les deux frères sont emmurés vivants. Ferrante attend des années une grâce improbable et meurt, emprisonné à 72 ans. Giulio est libéré par Alphonse II à 80 ans.

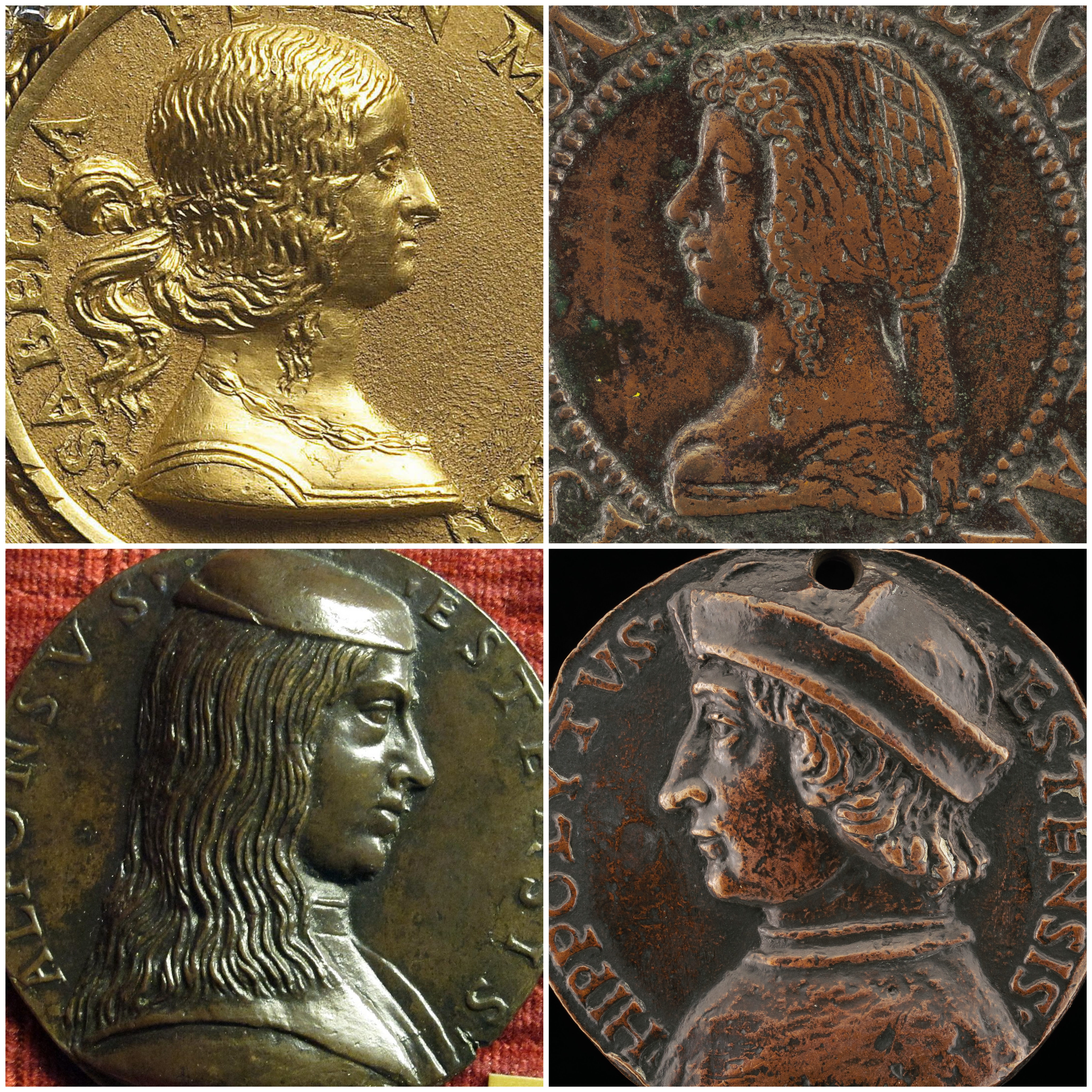
Médailles des frères Este en comparaison : Isabelle, Alphonse, Ferrante, Hippolyte et Sigismondo avaient hérité du nez typique Este de leur père ; Béatrice l'a légèrement retroussé, de la mère. De plus, tous étaient bruns, sauf Ferrante et Sigismondo, qui avaient apparemment retrouvé le blond traditionnel des Este.

Impliqué dans les hostilités entre Venise et les États pontificaux, Alphonse sait habilement tirer son épingle du jeu, comme il le fait également dans le conflit plus vaste opposant la France à l'Espagne pour la suprématie en Italie. Il se range, en 1508, aux côtés de Jules II dans la Ligue de Cambrai assemblée contre Venise. Nommé gonfalonier, avoué de l’évêché de l’Église Sacrée de Rome (1509), il occupe en cette qualité le Polésine et met la flotte vénitienne en déroute à Polesella en 1509, grâce à la contribution de son frère, le cardinal Hippolyte Ier d'Este (Ippolito I d'Este) et à son artillerie.
Le pape ayant conclu la paix avec les Vénitiens, Alphonse refuse de reconnaître le traité et se voit excommunié et déclaré théoriquement déchu de ses possessions (1510), perdant Modène, Carpi et Mirandola, qui, en 1511, sont occupées par les troupes pontificales.
Dans la guerre de la Sainte Ligue, il s’allie alors avec la France et coopère avec sa fameuse artillerie à la victoire dans la Bataille de Ravenne (1512). Il n'en tire toutefois aucun avantage personnel. Libéré de l’excommunication, il ne récupère cependant pas les territoires qui lui avaient été soustraits et, au contraire, peu après, perd même Reggio d'Émilie occupé par le duc d'Urbino (1512) et la région de Garfagnana enlevée par les seigneurs de Lucques. La mort de Gaston de Foix et les échecs des Français mettant sa seigneurie en danger, il préféra négocier avec Jules II qui lui réclamait une grande partie des fiefs pontificaux confisqués par les Este. La victoire à Marignan de François Ier en 1515 lui donne un sursis. Fidèle à l'alliance française, il récupère Parme en novembre 1516.
Rentré en possession de Reggio seulement à la mort du pape Adrien VI (1523), il peut finalement reprendre Modène (1527) grâce à son alliance avec l'Empire, et à la faveur des divergences entre Charles V et le Pape Clément VII. De nouveau allié avec les Français, il marie son fils Hercule II avec Renée de France en 1528. Il risque la ruine complète à la Paix de Cambrai (1529), mais une politique habile lui permet de se rapprocher encore une fois de Charles Quint, qui lui confirme, en 1530, ses droits sur les villes que le pape lui conteste encore. 
Il meurt d’indigestion, comme avant lui son frère Hippolyte. Lui succède son fils Hercule II d'Este (Ercole II d'Este).
Il est enterré avec son épouse Lucrèce Borgia au monastère Corpus Domini de Ferrare.

### Patron des arts et des lettres
Aimant les arts et les lettres, il est le protecteur de Ludovico Ariosto.

#### Arts plastiques
À l'instar de son frère Hippolyte, Alphonse se montre un des grands mécènes de son temps. C'est pour lui que le vieux Giovanni Bellini peint ce qui devait être sa dernière œuvre, le Festin des Dieux, en 1514. Le duc s'adresse ensuite à l'élève de Bellini, Titien, qui réalise pour lui une série de tableaux. En 1529, Alphonse inaugure la plus belle galerie d'art de son époque pour exposer ses collections devant des murs plaqués de marbre blanc et sous un plafond à caissons dorés. La blancheur éclatante du décor vale à ce cabinet le surnom de camerino d'alabastro, la chambre d'albâtre. Des documents provenant de Mario Equicola, datés de 1511, mentionnent un projet de décoration d'une chambre à Ferrare dans laquelle « six fables ou peintures historiées doivent prendre place. Je les ai déjà trouvées et j'en ai présenté une description écrite ». Une lettre du duc, datée du 14 novembre 1515, autorise le paiement de Giovanni Bellini pour la livraison du premier tableau.

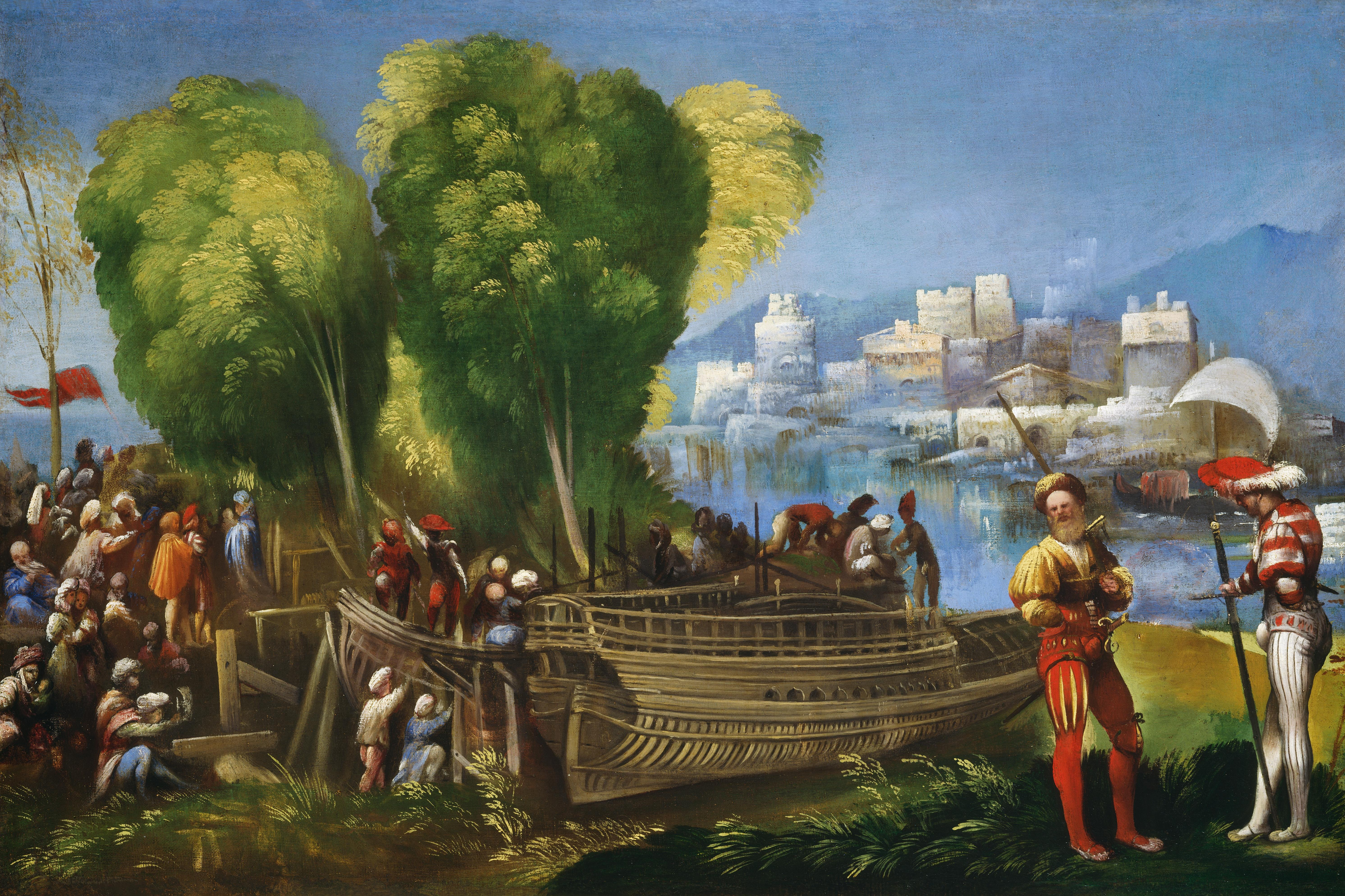
Enée et Achates sur les rives de Carthage, Dosso Dossi pour le camerino d'alabastro (National Gallery of Art, Washington).

Titien est réputé avoir effectué deux portraits du duc. Le premier est universellement admiré, notamment par Michel-Ange, et Charles-Quint manœuvre habilement pour se le faire offrir comme cadeau diplomatique. Alphonse persuade le Titien d'en réaliser une copie. Au cours des deux décennies suivantes, le Titien réalise trois autres commandes : L'Offrande à Vénus, La Bacchanale des Andriens et le célèbre Bacchus et Ariane, qui se trouve aujourd'hui à la National Gallery de Londres. 
Dosso Dossi réalise une autre grande bacchanale, les décors du plafond et la frise de la corniche où il représente des héros de l'Énéide dont le costume moderne pour l'époque rehaussait le caractère illusionniste. Toutes les bacchanales de la chambre d'albâtre ont pour thème l'amour, et certaines le mariage. Lorsque la famille D'Este perd Ferrare en 1598, les collections de la chambre d'Alphonse se retrouvent dispersées.

#### Musique
Le père d'Alphonse Ier, Hercule d'Este, avait fait de Ferrare un des centres musicaux de l'Europe. Alphonse continue son œuvre et attire à sa cour de nouveaux musiciens, compositeurs, instrumentalistes ou chanteurs, parmi les plus renommés de son époque.
Parmi les musiciens d'Europe du Nord actifs à la cour de Ferrare figurent Antoine Brumel, nommé maître de chapelle en 1506 et Adrien Willaert, qui, grâce au soutien de la famille d'Este, est plus tard à l'origine de l'école vénitienne.

### Sa descendance
avec Anna Sforza
1. un garçon le 2 décembre 1497, qui est mort immédiatement après avoir été baptisé,

avec Lucrèce Borgia:
1. Alessandro d'Este (* 19 août 1505, † octobre 1505)
2. une fille mort-née le 5 septembre 1507,
3. Hercule II d'Este (1508-1559) duc en 1534 ∞ 1528 Renée de France (1510-1574) fille du roi de France Louis XII,
4. Hippolyte d'Este (1509-1572), cardinal de Ferrare en 1538,
5. Alessandro d'Este (* avril 1514, † 10 juillet 1516),
6. Éléonore d'Este (* 3 juillet 1515, † 15 juillet 1575), nonne,
7. Francesco d'Este (* 1er novembre 1516, † 22 février 1578) Prince de Massa ∞ 1540 Maria di Cardona († 1563),
8. Isabella d'Este, (* 21 juin 1519, † 1521)

De sa maîtresse Laura Dianti naissent Alfonso (marquis de Montecchio) et Alfonsino.

## Alphonse Ierd'Este dans les arts

### Cinéma
- Histoire des Borgia, film muet italien d'Ugo Falena, sorti en 1910 : Alphonse Ier d'Este est interprété par Giovanni Pezzinga.
- Lucrèce Borgia, film italien de Gerolamo Lo Savio, sorti en 1912 : Alphonse Ier d'Este est interprété par Giovanni Pezzinga.
- Lucrezia Borgia, film en noir et blanc italien réalisé par Hans Hinrich, sorti en 1940 : Alphonse Ier d'Este est interprété par Nerio Bernardi.